# Club Voleibol Alcobendas 2014-2015
Questa voce raccoglie le informazioni riguardanti il Club Voleibol Alcobendas nelle competizioni ufficiali della stagione 2014-2015.

## Organigramma societario
Area direttiva
- Presidente: Fabián Muller

Area tecnica
- Allenatore: Hugo Gotuzzo
- Allenatore in seconda: Alberto Chaparro

## Rosa
| N° | Nome                    | Ruolo | Data di nascita   | Nazionalità sportiva |
| -- | ----------------------- | ----- | ----------------- | -------------------- |
| 1  | Sara Mendoza            | P     | 11 novembre 1998  | Spagna               |
| 2  | Elsa Van Hulst          | S     | 1º ottobre 1998   | Spagna               |
| 3  | Patricia Rodríguez      | L     | 31 gennaio 1995   | Spagna               |
| 4  | Andrea de Aranzadi      | S     | 12 giugno 1997    | Spagna               |
| 5  | Carmen Unzúe            | C     | 3 gennaio 1997    | Spagna               |
| 6  | Sofía Elízaga           | S     | 5 ottobre 1995    | Spagna               |
| 7  | Blanca Fernández        | S     | 29 luglio 1997    | Spagna               |
| 8  | María Schlegel          | C     | 29 agosto 1997    | Spagna               |
| 9  | Adriana Alonso          | S     | 17 aprile 2000    | Spagna               |
| 10 | Ana Muller              | S/O   | 13 aprile 1995    | Spagna               |
| 11 | Alicia de Blas          | C     | 7 maggio 1995     | Spagna               |
| 12 | María Alejandra Álvarez | P     | 1º settembre 1995 | Spagna               |
| 13 | Leticia Lería           | C     | 18 marzo 1993     | Spagna               |
| 14 | Mar Calvo               | C     | 8 ottobre 1998    | Spagna               |
| 16 | Lúa Bovio               | P     | 20 febbraio 1995  | Spagna               |
| 17 | Ana Corredoyra          | L     | 30 aprile 1997    | Spagna               |
| 18 | Esther Rodríguez        | S     | 2 febbraio 1982   | Spagna               |